# San Benedetto fuori Porta San Paolo
San Benedetto ist Kirche und Titeldiakonie im römischen Quartier Ostiense an der Via del Gazometro. Zur Unterscheidung von San Benedetto in Piscinula wird häufig auch der Zusatz al Gazometro angehängt. Als Titeldiakonie wird sie als Benedetto fuori Porta San Paolo bezeichnet.

## Geschichte
Pius X. wollte 1912 eine Kirche für das Quartier Ostiense in der Nähe eines Gasometer. Benedikt XV. versprach den Bau fortzusetzen und die Kirche wurde zur Erinnerung an den Papst dem Heiligen Benedikt gewidmet. 1916 wurde eine alte Kapelle abgerissen und die Bauarbeiten begannen. Beim Tod des Papstes 1922 waren nur die Säulen und das Dach fertiggestellt. Erst 1925 unter dem Pontifikat von Pius XI. war der Bau der Kirche beendet und am 3. Juni 1926 wurde mit einer Apostolischen Konstitution die Pfarrei errichtet.
Die Pfarrei wird von Priestern der Compagnia di San Paolo betreut und die Kirche wurde am 28. Juni 1988 von Papst Johannes Paul II. zur Titeldiakonie erhoben. Am 14. Februar 1988 wurde die Kirche vom gleichen Papst besucht.

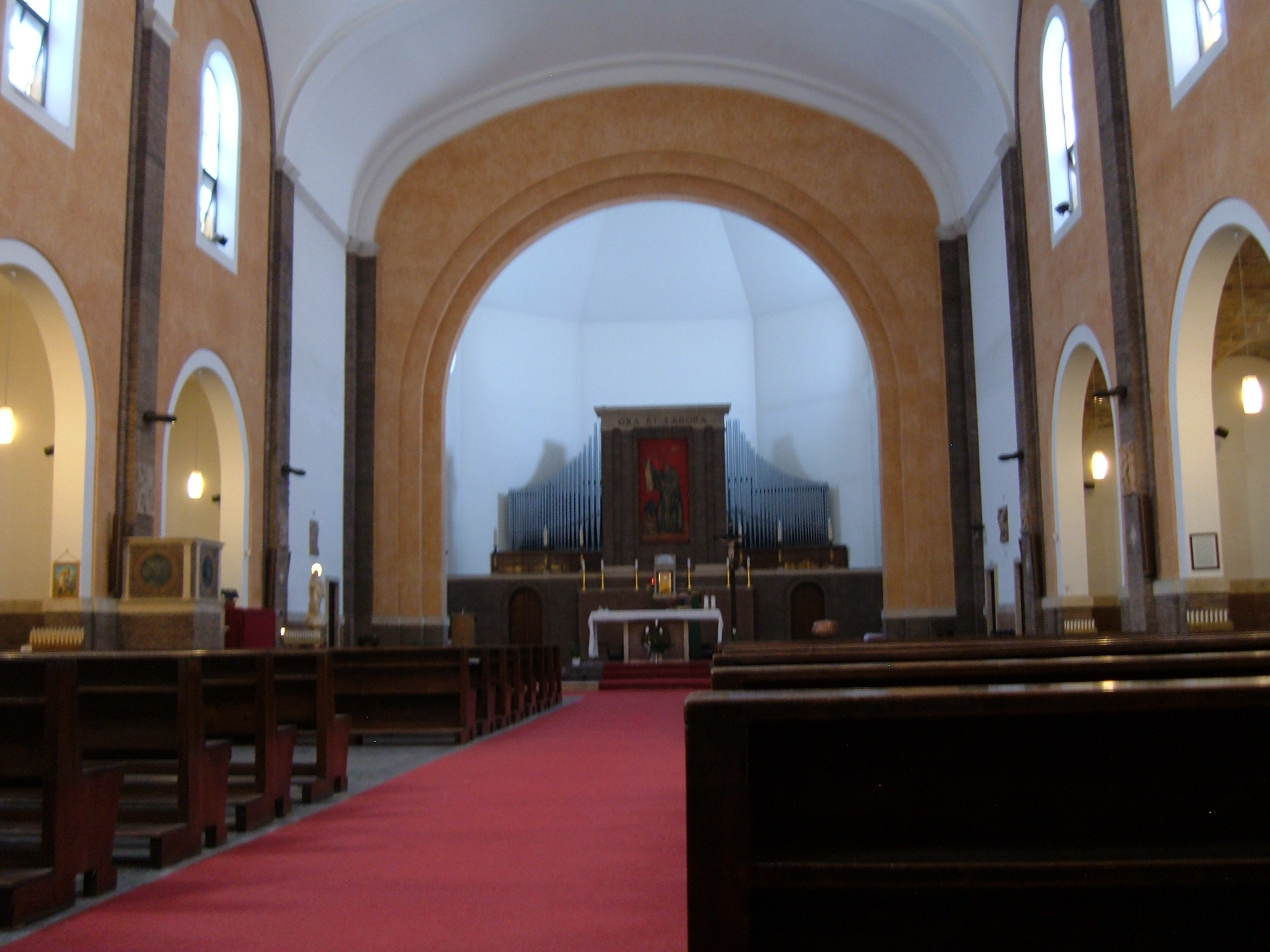
Innenansicht

## Kardinaldiakone
- Achille Silvestrini, Präfekt der Kongregation für die orientalischen Kirchen, 28. Juni 1988 bis 29. August 2019, seit 1999 Kardinalpriester pro hac vice
- Christophe Pierre, Apostolischer Nuntius in den Vereinigten Staaten, seit 30. September 2023